# Ацјенда Спериментале Ф. Рикијери (Порденоне)
Ацјенда Спериментале Ф. Рикијери је насеље у Италији у округу Порденоне, региону Фурланија-Јулијска крајина.
Према процени из 2011. у насељу је живело 2 становника. Насеље се налази на надморској висини од 17 м.